# Соріматі Ясухару
Соріматі Ясухару (яп. 反町 康治, нар. 8 березня 1964, Сайтама) — японський футболіст.

## Виступи за збірну
1990 року дебютував в офіційних матчах у складі національної збірної Японії. Відтоді провів у формі головної команди країни 4 матчі.

## Статистика виступів
| Збірна Японії | Збірна Японії | Збірна Японії |
| Роки          | Ігри          | голи          |
| ------------- | ------------- | ------------- |
| 1990          | 2             | 0             |
| 1991          | 2             | 0             |
| Усього        | 4             | 0             |

## Титули і досягнення
- Клубні:
  - Володар Кубка Імператора: 1993, 1994